# Juan Pablo Bertazza
Juan Pablo Bertazza (Buenos Aires, 8 de enero de 1983) es un escritor, poeta, periodista y docente argentino. Desde el año 2019, reside en la ciudad de Praga. Ha recibido la beca Praga Ciudad de la Literatura en dos ocasiones.

## Biografía
Juan Pablo Bertazza nació el 8 de enero del año 1984 en la ciudad de Buenos Aires, Argentina. Se licenció en Letras por la Universidad de Buenos Aires. Trabajó como periodista cultural para diversos medios, como la revista Anfibia y los diarios La Nación y Página/12. Además, fue conductor en el programa de literatura «Hipertexto», del canal CN23. En el 2013, fue invitado al Festival Internacional de Poesía de Trois-Rivières. En el 2017, obtuvo la beca Praga Ciudad de la Literatura para escribir en aquella ciudad su primera novela.
Bertazza publicó los poemarios Los que no hablan (2010), En base doble (2013), Calle Lavalle (2015), La revolución tranquila (2015) y La revolución de terciopelo (2017). Además, escribió el libro de ensayos La furtiva dinamita (2017), prologó el libro Las puertas de lo invisible (2015) y participó de las antologías Poéticas al encuentro (2008) y Si Hamlet duda le daremos muerte (2011).
En el año 2019, publicó en Adriana Hidalgo su primera novela, Síndrome Praga, acerca de un argentino quien cambia su trabajo en el país por otro en la ciudad de Praga. En el 2021, editó en la misma editorial su precuela, Alto en el cielo.

## Obra

### Novela
- Síndrome Praga (2019, Adriana Hidalgo)
- Alto en el cielo (2021, Adriana Hidalgo)

### Ensayo
- La furtiva dinamita (2014, octubre)

### Poesía
- Los que no hablan (2010)
- En base doble (2013)
- Calle Lavalle (2015)
- La revolución tranquila (2015)
- La revolución de terciopelo (2017)